# سندريلا 2 (مسرحية)
تدور أحداث هذه المسرحية عن قصة سندريلا المشهورة والمعروفة في العالم. فهي تقوم بالعمل كخادمة في بيت زوجة أبيها . فتمر أحداث المسرحية بمساعدة صديقان سندريلا على التخلص من زوجة أبيها والذهاب إلى الحفلة. أهداف المسرحية : المساعدة - عدم الظلم - الجمال جمال النفس - الشر دائما يسقط
بطولة:
| - يعقوب عبد الله - هند البلوشي - مرام البلوشي - حمد العماني - بثينة الرئيسي | - صمود - محمد العلوي - نواف العلي - أحمد دشتي - لؤي مقدم |